# Замок (Березинський район)
Замок (біл. вёска Замак) — село в складі Березинського району Мінської області, Білорусь. Село підпорядковане Ушанській сільській раді, розташоване в східній частині області.